# میگوهای شیشه‌صورتی
میگوهای شیشه‌صورتی (نام علمی: Pasiphaeidae) نام یک تیره از راسته ده‌پایان است.